# Рошаль Сіма Львівна
'Серафима (Сіма) Львівна Роша́ль; (1906—1972 (?)) — діяч радянського кінематографа, кінодраматург, сценарист.
Народилась 25 листопада 1906 року у Петербурзі. Сестра кінорежисера Григорія Рошаля.
У 1920-х роках перебувала у шлюбі з режисером та сценаристом Борисом (Бено) Шрейбером.
Навчалась у Московському університеті на відділенні літератури і мови та мистецтвознавства. Була драматургом і актрисою в майстерні Педагогічного театру (під художнім керівництвом Григорія Рошаля). З 1926 року — кіносценарист.
Як сценарист Серафима Рошаль (під прізвищем Шрейбер) дебютувала у 1926 році в співавторстві з Юрієм Яновським у фільмі Гамбург.
В Україні за її сценаріями, створеними у співавторстві з В. Строєвою, також поставлені фільми: «Дві жінки» (1929), «Людина з містечка» (1930), «Право батьків» (1930, також у співавт. зі сценаристом Станіславом Радзинським), «Людина без футляра» (1931).